# Friedheim (Landsberg am Lech)
Friedheim ist ein Gemeindeteil der Großen Kreisstadt Landsberg am Lech im oberbayerischen Landkreis.

## Geografie
Das Dorf Friedheim liegt etwa einen Kilometer südlich von Landsberg am Lech auf einer Schotterterrasse des Lech unweit der Bundesstraße 17. Der Ort besteht aus zwei circa einen Kilometer auseinanderliegenden Teilen. Der nördliche Teil besteht aus mehreren Gehöften, der südliche Teil aus einem Industriegebiet und einer Wohnbebauung aus der Nachkriegszeit.
Der Haltepunkt Erpfting-Friedheim liegt an der Fuchstalbahn, jedoch halten keine Züge.

## Gedenkstätte
Auf einer Waldlichtung westlich des Dorfes befand sich das KZ-Außenlager Kaufering VII – Erpfting des Konzentrationslagers Dachau. Heutzutage befindet sich hier eine der Gedenkstätten der Europäische Holocaustgedenkstätte in Landsberg am Lech.